# Oxyruncus cristatus
Oxyruncus cristatus (tên tiếng Anh: sharpbill, nghĩa là chim mỏ nhọn) là một loài chim trong họ Oxyruncidae.
Chim mỏ nhọn đã từ lâu được co là loài kỳ dị, với các mối quan hệ rất không chắc chắn. Các đặc điểm hình thái dễ dàng cho thấy nó thuộc về một nơi nào đó trong Tyrannida, nhưng không thể gán chính xác nó vào đâu trong nhóm này. Kết quả là người ta thường xếp nó trong họ của chính nó là Oxyruncidae. Trên thực tế, tên gọi cho họ này đã phát sinh từ năm 1831 (với thay đổi một chút về cách viết), làm cho nó trở thành lâu đời hơn cả tên gọi Tityridae G.R. Gray, 1840 (1832-1833) (họ mà nó nhiều khi cũng bị gán vào).
Chứng cứ di truyền cho thấy nó có quan hệ họ hàng gần hơn cả với các loài trong họ Tityridae hoặc là thuộc về họ này khi so với các nhánh chính khác. Tuy nhiên, quan hệ họ hàng này không phải là quá gần. Ohlson et al. (2013) ước tính thời gian rẽ ra của nó khỏi Tityridae là khoảng 28 triệu năm trước, đủ xa để có thể coi là họ riêng biệt. Nó dường như là có quan hệ họ hàng hơi gần hơn với Onychorhynchidae, nhưng cũng không nhiều (tách ra ~27 triệu năm trước). Vì thế, tốt nhất nên xếp nó trong họ riêng của chính nó.

## Đặc điểm
Là loài chim nhỏ có trong khu vực miền núi ở khu vực nhiệtđới Nam Mỹ và miền nam Trung Mỹ (Panama và Costa Rica).
Nó sinh sống trên các tán lá của các khu rừng ẩm ướt với thức ăn là quả và đôi khi là động vật không xương sống. Nó có một cái mào màu da cam dựng đứng, phần bụng màu ánh vàng với các ốm đen và tróc vay trên đầu và cổ. Như tên gọi thông thường gợi ý, nó có mỏ nhọn và thẳng.
Chim mỏ nhọn nói chung được tìm thấy trong các khu rừng cây cao và rậm rạp nhưng đôi khi cũng thấy ở bìa rừng. Thức săn chủ yếu là hoa quả nhưng chúng cũng tìm kiếm và ăn sâu bọ, treo ngược mình trên các cành cây để bắt sâu. Chúng cũng di chuyển trog các đàn kiếm ăn hỗn hợp loài với các loài chim trong các họ Furnariidae, Thraupidae, Picidae (gõ kiến) và Cotingidae. Tổ của chim mỏ nhọn do chim mái xây thành hình chiếc chén nhỏ trên các cành cây nhỏ. Chim non được nuôi bằng cách mớm mồi từ thức ăn do chim bố mẹ tiết ra.